# Безу Фаш
Безу Фаш е измислен герой от романа „Шифърът на Леонардо“ от Дан Браун.
Безу Фаш е френски служител от полицията на Париж. Той е натоварен със случая с убийството на Жак Сониер и подозира Робърт Лангдън. Колега е на Софи Нево и точно той е този който и се обажда в Темпъл-храмът на тамприелите в Лондон. Член е на Opus Dei и е работодател налейт. Коле. Наречен е „Бика“ от своите колеги заради това, че е много упорит и не се отказва от поверен случай.
Във филма е изигран от Жан Рено.